# Zatōichi (film, 2003)
Pour la série de films, voir Zatoichi.
Pour plus de détails, voir Fiche technique et Distribution.
Zatōichi (座頭市) est un film japonais écrit et réalisé par Takeshi Kitano, sorti en 2003.

## Synopsis
Dans le Japon des samouraïs, Zatoïchi est un voyageur aveugle, dont les yeux restent fermés, qui gagne sa vie en tant que joueur professionnel et masseur. Mais son handicap dissimule un guerrier stupéfiant dont l'extrême précision et la rapidité au sabre font de lui un combattant de kenjutsu hors pair. Au fil de ses pérégrinations, Zatoïchi arrive dans un village sous la coupe d'un chef local, Ginzo, qui fait régner la terreur en se débarrassant de quiconque osera se dresser sur son chemin, par l'intermédiaire d'un redoutable rōnin, Hattori. Zatoïchi rencontre dans un bar deux geishas aussi belles que dangereuses, qui se rendent de ville en ville pour rechercher le meurtrier de leurs parents. Leur seul indice est un nom : « Kuchinawa ». Alors que les hommes de main de Ginzo découvrent Zatoïchi, le combat s'engage et la légendaire canne-épée de celui-ci entre en action.

## Fiche technique
- Titre : Zatoichi
- Titre original : 座頭市 (Zatōichi?)
- Réalisation : Takeshi Kitano
- Assistant réalisateur	: Takashi Matsukawa
- Scénario : Takeshi Kitano d'après une histoire de Kan Shimozawa
- Photographie : Katsumi Yanagishima (en)
- Montage : Takeshi Kitano et Yoshinori Ōta (ja)
- Musique : Keiichi Suzuki
- Ingénieur du son : Senji Horiuchi
- Décors : Norihiro Isoda
- Costumes : Yohji Yamamoto, Kazuko Kurosawa
- Script : Haru Shôhara
- Directeur de casting : Takefumi Yoshikawa
- Producteurs : Masayuki Mori, Tsunehisa Saitō
- Coproducteurs :  Masanori Sanada, Takio Yoshida
- Producteur délégué : Shinji Komiya
- Producteur exécutif : Chieko Saito
- Directeur de production  Kensei Mori
- Sociétés de production :  Bandai Visual Company (Tokyo),  Tokyo Fm,  Dentsu Music and Entertainment,  TV Asahi (Tokyo),  Saito Entertainment,  Office Kitano
- Société de distribution :  Bac Films
- Pays de production :  Japon
- Langue originale : japonais
- Format : couleurs - 1,85:1 - Dolby Digital - 35 mm
- Genre : film d'action - chanbara
- Durée : 115 minutes (1 h 55)[1]
- Dates de sortie :
  - Italie : 2 septembre 2003 (Mostra de Venise)
  - Japon : 6 septembre 2003[1]
  - France, Suisse : 5 novembre 2003[2]
  - Belgique : 10 décembre 2003

## Distribution
- Takeshi Kitano (VF : Patrick Raynal) : Zatoichi / Ichi
- Tadanobu Asano (VF : Arnaud Arbessier) : Hattori Genosuke
- Michiyo Ōkusu (VF : Frédérique Cantrel) : tante O-Ume
- Gadarukanaru Taka (VF : Jacques Bouanich) : Shinkichi, neveu, compagnon de jeu de Zatoichi
- Daigorō Tachibana (en) (VF : Axel Kiener) : Geisha O-Sei
- Yūko Daike (VF : Sylvie Jacob) : Geisha O-Kinu
- Yui Natsukawa : O-Shino, la femme d'Hattori
- Ittoku Kishibe (VF : Pierre Forest) : Ginzo
- Saburō Ishikura (en) (VF : Jean-Yves Chatelais) : le chef Ogi
- Akira Emoto (VF : Gabriel Le Doze) : le propriétaire de la taverne
- Kōichi Miura : le seigneur Sakai
- Kōji Koike : le chef Funahachi
- Kanji Tsuda (VF : Pierre-François Pistorio) : le clown

- Version française
  - Studio de doublage : Dome Productions
  - Direction artistique : Christèle Wurmser
  - Adaptation : Marion Bessay

## Autour du film
- Le tournage s'est déroulé dans la Préfecture d'Hiroshima.
- Zatoichi est le plus grand succès commercial de la carrière de Takeshi Kitano avec 32 285 593 $ de recettes mondiales au box-office, ce qui est son meilleur score à ce jour, dont 1 118 163 $ aux États-Unis et Canada et 31 167 430 $ dans les pays internationaux[3],[4]. En France, le film totalise 252 776 entrées en fin d'exploitation[3]. Au Japon, le film a rapporté 2,85 milliards ¥ [5] (23,7 millions $[4]).

## Récompenses et distinctions
- Lion d'argent du meilleur réalisateur pour Takeshi Kitano et Prix du public au Festival de Venise 2003.
- Prix du meilleur film, prix du public et prix de la meilleure musique de film, lors du Festival international du film de Catalogne 2003.
- Prix du public, lors du Festival international du film de Toronto 2003.
- Prix de la meilleure photographie, meilleur montage, meilleur éclairage, meilleure musique de film et meilleur son, lors des Awards of the Japanese Academy 2004.
- Nomination au prix du meilleur film, lors du Festival international du film de Bangkok 2004.
- Prix du meilleur second rôle féminin pour Michiyo Ōkusu, lors des Blue Ribbon Awards 2004.
- Prix du meilleur film et du meilleur second rôle féminin pour Michiyo Ōkusu, lors des Kinema Junpo Awards 2004.
- Prix du meilleur second rôle masculin pour Akira Emoto et du meilleur second rôle féminin pour Michiyo Ōkusu, lors du Mainichi Film Concours 2004.